# 佐々木伸
佐々木 伸（ささき しん、1948年 - ）は、日本のジャーナリスト、星槎大学大学院教授、共同通信社客員論説委員。

## 来歴
1948年、北海道茅部郡森町出身。函館ラ・サール高等学校、早稲田大学商学部を卒業後の1972年4月、共同通信社に入社。外信部畑でバグダッド、テヘラン移動特派員を5年、ワシントン特派員を5年、ベイルート支局長、カイロ支局長を経て外信部副部長を歴任。
2003年6月19日付で、ニュースセンター長、2004年9月1日付で編集局長。しかし、編集局長時代、2004年11月、イラク日本人人質事件の誤報問題での業務、監督責任にて編集局長の任を更迭され、総務総本部付。
2005年4月1日付で総務局長、総務局長時代は共同通信会館専務も兼任。2012年、同社客員論説委員に就任。2015年から、星槎大学客員教授、2018年1月から、同大学大学院教育学研究科（通信教育課程）メディア・ジャーナリズム研究コース教授に就任。長く、中東地域の特派員だった経験から中東情勢の論説を行っている。

## 著作
- レバノン戦争―アラファトの90日 （共同通信社） 1984/11
- ホワイトハウスとメディア（中公新書） 1992/4
- ペルー日本大使公邸人質事件 （共同通信社） 1997/6

## 出演番組

### テレビ
- 中東ヘッドライン（DHCシアター）
- 中東メルトダウン（DHCシアター）
- 日経プラス10サタデー ニュースの疑問（BSJAPAN） - 2017年12月9日
- 教えて!ニュースライブ 正義のミカタ（朝日放送テレビ）

### ラジオ
- JAM THE WORLD（J-WAVE） - 2017年9月11日
- TIME LINE（TOKYO FM） - 2016年12月14日